# Paracentristis incommoda
Paracentristis incommoda là một loài bướm đêm trong họ Crambidae.